# Jens Peter Møller
Jens Peter Møller, född den 5 oktober 1783 i Faaborg, död den 29 september 1854, var en dansk målare.
Møller studerade för Abildgaard och Lorentzen. Han blev landskapsmålare, medlem av akademien, tavelrestauratör och titulärprofessor. "Han målade ganska torrt, men omsorgsfullt", heter det i Nordisk familjebok.

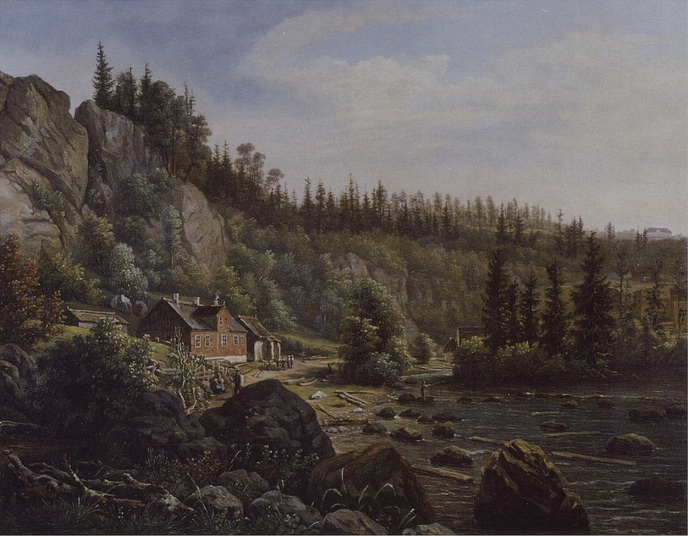
Tistedalen i Norge av Jens Peter Møller.

## Utmärkelser
- Professors namn,  1826[5]
- Riddare av Dannebrogorden,  1829[5]
- Dannebrogsmännens hederstecken,  1840[5]
- Ingenio et arti,  1842[3]

[Redigera Wikidata]